# TG2
TG2（TeleGiornale 2）是意大利国有电视频道Rai 2新闻节目的品牌。这些节目全天播放好几次——国内在Rai 2上播出，在欧洲、非洲、美洲、亚洲和澳大拉西亚的Rai Italia上播出。它于1961年以Telegiornale del Secondo Programma的名义推出，然后于1976年3月15日采用现在的名称。

## 编辑和政治倾向
这些节目的主编是Nicola Rao。副总监是Carlo Pilieci。最初，TG2在政治上诞生于意大利社会党（PSI）附近，意大利共和党（PRI）和意大利共产党（PCI）。

## TG2节目格式
这些节目通常由单个新闻阅读器提供，但有额外的体育功能新闻阅读器。大多数项目都是预先录制的报告，通常由记者从报告现场现场现场报告。
它使用以突发新闻为特色的单行红色滚动新闻代码。

## 外部連結
- tg2.rai.it（页面存档备份，存于）, official website (in Italian language)